# Мельничук Петро Петрович
Мельничук Петро Петрович — український науковець і педагог, доктор технічних наук, професор, ректор Житомирського державного технологічного університету, завідувач кафедри технології машинобудування і конструювання технічних систем [Архівовано 27 жовтня 2010 у Wayback Machine.]. В 1974 році закінчив з відзнакою Житомирський філіал КПІ.

## З життєпису
В 1984 р. захистив кандидатську дисертацію на тему: «Вплив зварювальних напружень на розвиток тріщин втоми». В 1989 році присвоєно звання доцента.
Працював практично на всіх науково-педагогічних посадах: старшого інженера науково-дослідної частини, старшого наукового співробітника, асистента, старшого викладача, доцента, заступника директора філіалу з науково-дослідної частини, першого проректора. З 2000 р. — ректор Житомирського інженерно-технологічного університету. З березня 2003 р. — ректор Житомирського державного технологічного університету.
У 2000 р. нагороджений знаком «Відмінник освіти України». Нагороджений медаллю «10-річчя України», лауреат премії «Золота фортуна».
В 2002 р. був обраний депутатом міської ради. В 2002 р. захистив докторську дисертацію на тему «Наукові основи чистового торцевого фрезерування плоских поверхонь». В 2003 р. отримав диплом доктора наук.
За дорученням Міністерства освіти і науки координатором від України в мережі університетів країн Чорноморського регіону (BSUN), координатор від України в Міжнародній «Асоціації Слов'янських університетів».
Автор понад 130 науково-методичних публікацій, з них 2 деклараційних патенти України, 2 підручника, 15 посібників, 5 монографій.
Викладає дисципліни: «Технологія машинобудування», «Технологія обробки типових деталей».